# Tour de Milad du Nour
El Tour de Milad du Nour (oficialmente: Milad De Nour Tour; en persa: تور میلاد دو نور Tūr-e Milād-e Do Nūr) fue una carrera ciclista profesional por etapas iraní. 
Se disputó desde la creación de los Circuitos Continentales UCI en 2005 formando parte del UCI Asia Tour, dentro de la categoría 2.2 (última categoría del profesionalismo). 
Sus primeras ediciones tuvieron 6 o 7 etapas hasta que a partir del 2008 se redujo a las 5 actuales. En 2011 cambió levemente el nombre del de Tour of Milad do Nour al actual.

## Palmarés
| Año  | Ganador         | Segundo            | Tercero           |
| ---- | --------------- | ------------------ | ----------------- |
| 2005 | David McCann    | Omar Hasanein      | Siros Hashemzadeh |
| 2006 | Ghader Mizbani  | Siros Hashemzadeh  | Hossein Askari    |
| 2007 | Ghader Mizbani  | Ahad Kazemi        | Hossein Askari    |
| 2008 | Ahad Kazemi     | Hossein Alizadeh   | Siros Hashemzadeh |
| 2009 | Mahdi Sohrabi   | Abbas Saeidi Tanha | Ramin Mehrabani   |
| 2010 | Ramin Mehrabani | Farshad Salehian   | Arvin Moazemi     |
| 2011 | Ghader Mizbani  | Hossein Alizadeh   | Amir Zargari      |

## Palmarés por países
| País    | Victorias |
| ------- | --------- |
| Irán    | 6         |
| Irlanda | 1         |